# Hartisheik
Hartisheik (auch Hart Sheik, Hartishek) ist eine Ortschaft in der Woreda Kebri Beyah in der Jijiga-Zone der Somali-Region Äthiopiens. Es liegt östlich von Jijiga in semi-arider Umgebung nahe der Grenze zu Somalia.
Nach Angaben der Zentralen Statistikagentur Äthiopiens für 2005 hatte Hartisheik 22.186 Einwohner. Laut Volkszählung von 1997 waren von 14.885 Einwohnern 93,36 % Somali, 2,57 % Amharen und 2,49 % Oromo, daneben lebten Gurage, Tigray und Angehörige weiterer ethnischer Gruppen in der Stadt.

## Flüchtlingslager
Bei Hartisheik befand sich ein Flüchtlingslager. Dieses war 1988 für somalische Flüchtlinge eingerichtet worden, die vor den Kämpfen zwischen der somalischen Regierung unter Siad Barre und den SNM-Rebellen im Norden Somalias flohen. Mit etwa 250.000 Flüchtlingen – vorwiegend aus den Regionen von Hargeysa und Gabiley – wurde es zeitweise zum größten Flüchtlingslager der Welt.
Im Juli 2004 wurde das Lager offiziell geschlossen, da mittlerweile in Nordsomalia – bzw. seit 1991 dem de facto unabhängigen Somaliland – Frieden herrscht und die meisten Somalier seit 1997 dorthin zurückgekehrt sind. Bis zu 6.000 äthiopische Binnenvertriebene verblieben jedoch in Hartisheik. 2005 berichteten UNICEF und weitere Organisationen von hohen Unterernährungsraten bei diesen Vertriebenen.